# Сокальский, Пётр Петрович
Пётр Петрович Сокальский (Сокольский; 14 [26] сентября 1832, Харьков — 30 марта [11 апреля] 1887, Одесса) — украинский композитор и литератор, исследователь русской и украинской народной песни.

## Биография
С 1852 года, окончив естественный факультет Харьковского университета, работал учителем ботаники, зоологии и минералогии в Екатеринославской гимназии. В 1855 году получил степень магистра химии.
В 1855—1857 годах — личный секретарь российского консула в Нью-Йорке.
В 1856—1858 годах служил в департаменте сельского хозяйства в Петербурге. С 1858 года жил в Одессе (с перерывом в 1862—1863, когда учился в Петербургской консерватории). Создал Общество любителей музыки (1865), музыкальную школу; в 1871—1876 годах издавал и редактировал газету «Одесский вестник»; участвовал в работе одесского Филармонического общества.
В 1875—1876 годах в качестве военного корреспондента находился в Болгарии.
Публиковал научные и музыкально-публицистические статьи в газетах «Московские Ведомости», «Санкт-Петербургские Ведомости» и «Голос», журналах «Отечественные Записки», «Русская Мысль» и др.

### Семья
Братья:
- Николай (1831—1871) — редактор газеты «Одесский вестник» в 1859—1871 гг[12].
- Иван (13.5.1830 — 1896) — экономист.

## Творчество
Сотрудничал с композиторами А. С. Даргомыжским, М. А. Балакиревым, Ц. А. Кюи, критиком В. В. Стасовым.
Будучи в Болгарии (1875—1876), записал несколько народных песен, которые использовал в своём в произведении «Славянский альбом».
В 1850-х годах читал лекции о музыке в одесском филантропическом обществе; содержание их развил в труде «Русская народная музыка» (Харьков, 1888).
Автор опер (наряду с произведениями Н. В. Лысенко — первые профессиональные украинские оперы), баллад, пьес и более 40 романсов.

### Избранные сочинения
оперы
- «Мария» (или «Мазепа»; 1859, клавир — не окончена; по поэме «Полтава» А. С. Пушкина)
- «Майская ночь» (1863, по повести Н. В. Гоголя)
- «Тарас Бульба» («Осада Дубно»; 1878; по повести «Тарас Бульба» Н. В. Гоголя)[4][11][3][10].

для хора и оркестра
- кантата «Пир Петра Великого» (1859)[4][11][3][8].

Положил на музыку стихотворение И. И. Гольц-Миллера «Слушай»; эта песня, начинающаяся словами «Как дело измены, как совесть тирана…» стала революционной.
для фортепиано
- Славянский альбом (1873)
- Славянский марш (1875)
- Далматская баркарола (1876)[3]

(всего более 40 пьес).
монография
- Сокальский П. П. Русская народная музыка великорусская и малорусская в её строении мелодическом и ритмическом и отличия её от основ современной гармонической музыки. — Харьков: тип. А.Дарре, 1888. — 168 с.

статьи, очерки
- История церковного пения в России. — [Одесса]: тип. Л.Нитче, 1872. — 7 с. — (Из «Одесского вестника», 1872, № 70, 71)
- Китайская гамма в русской народной музыке // Музыкальное Обозрение. — 1885—1886.
- О будущности русской музыки // Баян. — 1889[10].
- Тропинки жизни. — Одесса: тип. Л.Нитче, 1874. — Вып. 1, 2. — 63+75 с. — (под псевдонимом Ингулов)

## Избранные научные труды
- Приготовление и сохранение виноградных вин / Сост. П. С. — СПб. : тип. Морского кадетского корпуса, 1856. — 4+130 с.
- Сокальский П. П. О способах определять качества пшеничной муки и различные к ней примеси. — СПб.: тип. Я. Трея, 1857. — 2+36 с.
- Сокальский П. П. О термохимических исследованиях и значении их для теоретической химии : Рассуждение, напис. для получ. степ. магистра химии. — Харьков : Унив. тип., 1855. — 79 с.
- Сокальский П. П. Поземельный кредит на Юге России. — Одесса: тип. Л.Нитче, 1878. — 39 с. — (Из «Одесского вестника», 1878, № 207, 209—211, 214)
- Сокальский П. П.Статистический и торговый очерк главнейших рынков для сбыта виноградного вина в Европе. — Одесса, 1872.
- Сокальский П. П. Что делать молодой России? (В предотвращение кризиса в школьном производстве). — Одесса: тип. «Новороссийского телеграфа», 1880. — 55 с.
  -  — 2-е изд. — М.: тип. А. В. Васильева, 1903. — 18+66 с.

## Награды
- премия Русского музыкального общества (Петербург, 1-й Российский музыкальный конкурс, 1860) — за кантату «Пир Петра Великого»[8][10].